# Patinatge de velocitat en pista curta als Jocs Olímpics d'hivern de 2010 - 1.500 metres femenins
Als Jocs Olímpics d'Hivern de 2010 celebrats a la ciutat de Vancouver (Canadà) es disputà una prova de patinatge de velocitat en pista curta sobre una distància de 1.500 metres en categoria femenina que formà part del programa oficial dels Jocs.
La prova es disputà el dia 20 de febrer de 2010 a les instal·lacions del Pacific Coliseum. Hi participaren un total de 36 patinadores de 18 comitès nacionals diferents.

## Resum de medalles
| Or        | Argent       | Bronze        |
| Zhou Yang | Lee Eun-Byul | Park Seung-Hi |

## Resultats

### Qualificació
| Pos. | Mànega | Nom                       | CON             | Temps    | Notes |
| ---- | ------ | ------------------------- | --------------- | -------- | ----- |
| 1    | 1      | Sun Linlin                | R.P. de la Xina | 2:24.031 | Q     |
| 2    | 1      | Tania Vicent              | Canadà          | 2:24.100 | Q     |
| 3    | 1      | Nina Yevteyeva            | Rússia          | 2:24.277 | Q     |
| 4    | 1      | Kimberly Derrick          | Estats Units    | 2:24.375 |       |
| 5    | 1      | Veronika Windisch         | Àustria         | 2:24.440 |       |
| 6    | 1      | Patrycja Maliszewska      | Polònia         | 2:25.586 |       |
| 1    | 2      | Park Seung-Hi             | Corea del Sud   | 2:24.129 | Q     |
| 2    | 2      | Zhou Yang                 | R.P. de la Xina | 2:24.246 | Q     |
| 3    | 2      | Kateřina Novotná          | Txèquia         | 2:24.504 | Q     |
| 4    | 2      | Stéphanie Bouvier         | França          | 2:24.966 |       |
| 5    | 2      | Valeriya Potemkina        | Rússia          | 2:28.405 |       |
| 6    | 2      | Han Yueshuang             | Hong Kong       | 2:35.742 |       |
| 1    | 3      | Wang Meng                 | R.P. de la Xina | 2:29.199 | Q     |
| 2    | 3      | Katherine Reutter         | Estats Units    | 2:29.316 | Q     |
| 3    | 3      | Valérie Maltais           | Canadà          | 2:30.321 | Q     |
| 4    | 3      | Bernadett Heidum          | Hongria         | 2:30.332 |       |
| 5    | 3      | Biba Sakurai              | Japó            | 2:30.458 |       |
| 6    | 3      | Katia Zini                | Itàlia          | 2:30.606 |       |
| 1    | 4      | Cho Ha-Ri                 | Corea del Sud   | 2:22.928 | Q     |
| 2    | 4      | Kalyna Roberge            | Canadà          | 2:23.619 | Q     |
| 3    | 4      | Evguènia Radànova         | Bulgària        | 2:23.698 | Q     |
| 4    | 4      | Elise Christie            | Regne Unit      | 2:23.898 |       |
| 5    | 4      | Cecilia Maffei            | Itàlia          | 2:24.931 |       |
| 6    | 4      | Olga Belyakova            | Rússia          | 2:26.762 |       |
| 1    | 5      | Arianna Fontana           | Itàlia          | 2:27.120 | Q     |
| 2    | 5      | Tatiana Borodulina        | Austràlia       | 2:27.408 | Q     |
| 3    | 5      | Erika Huszar              | Hongria         | 2:27.487 | Q     |
| 4    | 5      | Katalin Kristo            | Romania         | 2:36.022 |       |
| 5    | 5      | Paula Bzura               | Polònia         | -        | DSQ   |
| 5    | 5      | Mika Ozawa                | Japó            | -        | DSQ   |
| 1    | 6      | Lee Eun-Byul              | Corea del Sud   | 2:27.286 | Q     |
| 2    | 6      | Hiroko Sadakane           | Japó            | 2:28.046 | Q     |
| 3    | 6      | Marina Georgieva-Nikolova | Bulgària        | 2:28.732 | Q     |
| 4    | 6      | Allison Baver             | Estats Units    | 2:44.915 | q     |
| 5    | 6      | Aika Klein                | Alemanya        | -        | DSQ   |
| 5    | 6      | Rozsa Darazs              | Hongria         | -        | DSQ   |

### Semifinal
| Pos. | Mànega | Nom                       | CON             | Temps    | Notes |
| ---- | ------ | ------------------------- | --------------- | -------- | ----- |
| 1    | 1      | Lee Eun-Byul              | Corea del Sud   | 2:24.318 | QA    |
| 2    | 1      | Tania Vicent              | Canadà          | 2:24.742 | QA    |
| 3    | 1      | Sun Linlin                | R.P. de la Xina | 2:24.777 | QB    |
| 4    | 1      | Hiroko Sadakane           | Japó            | 2:24.901 | QB    |
| 5    | 1      | Allison Baver             | Estats Units    | 2:45.053 |       |
| 6    | 1      | Nina Yevteyeva            | Rússia          | 2:25.414 |       |
| 7    | 1      | Marina Georgieva-Nikolova | Bulgària        | 2:25.604 |       |
| 1    | 2      | Erika Huszar              | Hongria         | 2:24.192 | QA    |
| 2    | 2      | Evguènia Radànova         | Bulgària        | 2:24.376 | QA    |
| 3    | 2      | Cho Ha-Ri                 | Corea del Sud   | 2:35.492 | q     |
| 4    | 2      | Katherine Reutter         | Estats Units    | 2:37.060 | q     |
| 5    | 2      | Kalyna Roberge            | Canadà          | 2:47.998 |       |
| 6    | 2      | Wang Meng                 | R.P. de la Xina | -        | DSQ   |
| 1    | 3      | Park Seung-Hi             | Corea del Sud   | 2:20.859 | QA RO |
| 2    | 3      | Zhou Yang                 | R.P. de la Xina | 2:21.049 | QA    |
| 3    | 3      | Arianna Fontana           | Itàlia          | 2:21.522 | QB    |
| 4    | 3      | Tatiana Borodulina        | Austràlia       | 2:21.617 | QB    |
| 5    | 3      | Valérie Maltais           | Canadà          | 2:23.722 |       |
| 6    | 3      | Kateřina Novotná          | Txèquia         | -        | DSQ   |

### Finals

#### Final B
| Pos. | Nom                | CON             | Temps    | Notes |
| ---- | ------------------ | --------------- | -------- | ----- |
| 9    | Arianna Fontana    | Itàlia          | 2:42.801 |       |
| 10   | Sun Linlin         | R.P. de la Xina | 2:42.960 |       |
| 11   | Tatiana Borodulina | Austràlia       | 2:43.051 |       |
| 12   | Hiroko Sadakane    | Japó            | 2:43.135 |       |

#### Final A
| Pos. | Nom               | CON             | Temps    | Notes |
| ---- | ----------------- | --------------- | -------- | ----- |
| 1    | Zhou Yang         | R.P. de la Xina | 2:16.993 | RO    |
| 2    | Lee Eun-Byul      | Corea del Sud   | 2:17.849 |       |
| 3    | Park Seung-Hi     | Corea del Sud   | 2:17.927 |       |
| 4    | Katherine Reutter | Estats Units    | 2:18.396 |       |
| 5    | Cho Ha-Ri         | Corea del Sud   | 2:18.831 |       |
| 6    | Erika Huszár      | Hongria         | 2:19.251 |       |
| 7    | Evguènia Radànova | Bulgària        | 2:19.411 |       |
| 8    | Tania Vicent      | Canadà          | 2:23.035 |       |

Q: qualificat
q: qualificat
RO: rècord olímpic
DSQ: desqualificació